# Zorro

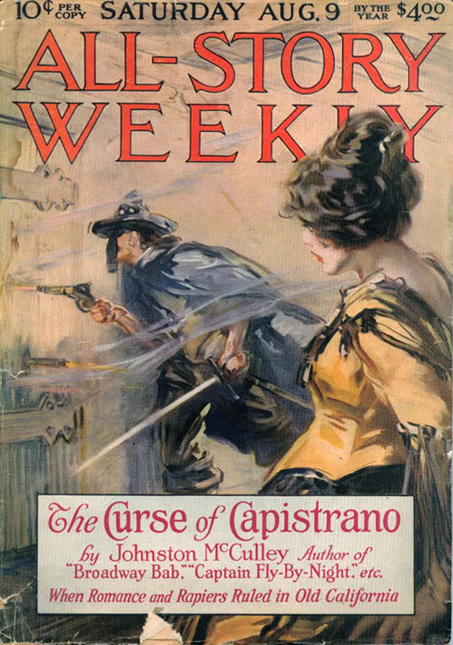
Cover van The Curse of Capistrano

Zorro (Spaans voor vos) is de naam van een personage uit vele boeken, films en televisieseries. Steeds betreft het een gemaskerde held die onrecht en corruptie bestrijdt, en dat erg vaak in het door een Spaanse gouverneur bestuurde, tot Mexico behorende Californië van het Oude Westen voor 1848. Zijn ware identiteit is de rijke jonker Don Diego de la Vega.

## Kenmerken
Zorro gaat altijd geheel in het zwart gekleed. Zijn kostuum bevat onder andere een cape en hoed, en een masker dat de gehele bovenkant van zijn gezicht bedekt.
Zorro is zeer bedreven in schermen. Hij kan zich makkelijk staande houden tegen meerdere tegenstanders. Behalve in gewapende gevechten is hij ook bedreven in ongewapende gevechten. Zijn primaire wapen is een degen, waarmee hij ook steevast zijn "handelsmerk" op de plaats van actie achterlaat, een "Z" gekrast met drie snelle degentrekken. Daarnaast gebruikt hij soms andere wapens zoals een kleine dolk in zijn schoen, een verzwaarde hoed, een zweep en zijn cape. In het originele verhaal gebruikte Zorro ook een pistool, maar dit komt in latere incarnaties vrijwel niet voor.
Zorro rijdt op een zwart paard, genaamd Tornado. Tornado is in staat elk ander paard eruit te lopen en razendsnel grote afstanden af te leggen. Dit maakt dat Zorro vrijwel ongrijpbaar is, en overal kan komen.
Zorro is naast dat hij goed kan vechten ook een uitstekende strateeg. Hij gebruikt vrijwel nooit brute kracht, maar vertrouwt meer op zijn slimheid en behendigheid om een vijand te verslaan – hij maakt hiermee zijn naam (Vos) waar. Zorro is tevens atletisch en acrobatisch. Zo kan hij over daken rennen en een sprong van grote hoogte overleven door goed neer te komen.
De ware identiteit van Zorro is bij niemand bekend, behalve bij zijn stomme dienaar Bernardo (die zich als doofstomme voordoet en op die manier waardevolle informatie voor Zorro kan afluisteren); in sommige verhalen ook bij de geestelijke Fray Felipe die de kant van Zorro kiest.

## Geschiedenis
Het personage werd gecreëerd door de Amerikaanse "pulp"-schrijver Johnston McCulley (1883–1958) in de roman The Curse of Capistrano, die in 1919 in afleveringen verscheen in het tijdschrift "All-Story Weekly". Aan het einde van dit verhaal wordt de ware identiteit van Zorro geopenbaard, wat erop duidt dat McCulley niet van plan was om nog verder verhalen over Zorro te schrijven.
In 1920 verscheen de film The Mark of Zorro, met in de hoofdrol Douglas Fairbanks Sr.; door het succes daarvan werd de roman heruitgegeven met als titel eveneens The Mark of Zorro. Johnston McCulley zou later, vooral in de jaren 1930 en 1940, nog tientallen Zorro-verhalen schrijven voor verschillende tijdschriften, onder meer "Argosy" en "West".
In 2005 schreef Isabel Allende een (uiteraard fictief) levensverhaal van Zorro, El Zorro (ook vertaald in het Nederlands als Zorro). Zij schreef het boek in opdracht van Zorro Productions, Inc., het Californische bedrijf dat sedert 1986 de rechten op Zorro bezit.

## Inspiraties en invloeden
Zorro is op een aantal verhalen gebaseerd, waaronder publicaties als Spring Heeled Jack en Alexandre Dumas' De graaf van Monte-Cristo. Zorro vertoont tevens kenmerken van een paar echte personages uit het oude westen, zoals Joaquín Murrieta, de "Mexicaanse Robin Hood" wiens leven in 1854 werd verwerkt in een boek door John Rollin Ridge. Verder wordt Robin Hood zelf vaak als inspiratiebron voor Zorro gezien.
Historisch gezien zou Zorro beïnvloed zijn door het leven van William Lamport, een Ierse avonturier, die in de 17e eeuw in Mexico trachtte een revolutie te starten, maar opgepakt werd door de Inquisitie. Hij verwierf faam door op spectaculaire wijze te ontsnappen uit de gevangenis, waarop hij onmiddellijk pamfletten tegen het gezag verspreidde. In tegenstelling tot de Zorro uit de literatuur, werd hij spoedig weer opgepakt en terechtgesteld. Althans, dat was de bedoeling: Lamport was de beul te snel af en verhing zichzelf op het schavot. Zijn lichaam werd daarna alsnog verbrand.
Zorro heeft zelf model gestaan voor latere verhalen en helden. Hoewel Zorro ten tijde van zijn creatie qua concept niet geheel origineel was, bevatten de verhalen over hem wel voor het eerst motieven als een ondergrondse schuilplaats en het gebruik om zijn vijanden te merken met een teken. Daarmee kan Zorro worden gezien als een van de eerste superhelden uit de Amerikaanse literatuur. Zorro was een van de eerste personages die een dier als naam gebruikte (zijn naam is Spaans voor 'vos'). Dit dier wordt in zijn verhalen nooit gezien als een embleem, maar als een metafoor voor Zorro’s persoonlijkheid en gedrag. Zorro’s connectie met de vos is door schrijvers op vele manieren uitgewerkt.
Een personage dat sterk op Zorro gebaseerd is, is Batman. Net als Batman is Zorro in het dagelijks leven een rijk man die ’s nachts onder een andere identiteit de misdaad in zijn stad bevecht. In het oorspronkelijke verhaal van Batman worden Batmans ouders vermoord op de avond dat het gezin naar de film The Mark of Zorro was geweest. Zorro stond ook model voor personages als El Coyote, El Aguila, Green Arrow en The Phantom.

## Zorro-media
Wereldwijd werd Zorro vooral bekend dankzij de vele films en televisieseries die rond het personage zijn gemaakt.

### Films
- The Mark of Zorro (1920), een Amerikaanse stomme film met Douglas Fairbanks
- Don Q Son of Zorro (1925), een Amerikaanse stomme film met Douglas Fairbanks
- The Bold Caballero (1936), een Amerikaanse film met Robert Livingstone
- Zorro Rides Again (1937), een Amerikaanse filmreeks met John Carroll
- Zorro's Fighting Legion (1939), een Amerikaanse filmreeks met Reed Hadley
- The Mark of Zorro (1940), een Amerikaanse film met Tyrone Power
- Zorro's Black Whip (1944), een Amerikaanse filmreeks met Linda Stirling
- Son of Zorro (1947), een Amerikaanse filmreeks met George Turner
- Ghost of Zorro (1949), een Amerikaanse filmreeks met Clayton Moore
- The Dream of Zorro (1952), een Italiaanse film met Walter Chiari
- The Sign of Zorro (1958), een Amerikaanse film met Guy Williams
- Zorro, the Avenger (1959), een Amerikaanse film met Guy Williams
- La venganza del Zorro (1962), een Spaanse film met Frank Latimore
- L'ombra di Zorro  (1962), een Spaanse film met Frank Latimore
- Duel at the Rio Grande (1963), een Italiaanse film met Sean Flynn
- Zorro and the Three Musketeers (1963), een Italiaanse film met Gordon Scott
- Behind the Mask of Zorro (1965), een Italiaanse western met Tony Russel
- The Nephews of Zorro (1968), een Italiaanse film met Dean Reed
- The Avenger, Zorro (1969), een Italiaanse film met Fabio Testi
- Man with the Golden Winchester (1973), een Italiaanse film met Alberto Dell'Acqua
- The Mark of Zorro (1974), een Amerikaanse film met Frank Langella
- Mark of Zorro (1975), een Italiaanse film met George Hilton
- Zorro (1975), een Italiaanse western met Alain Delon
- La gran aventura del Zorro (1976), een Mexicaanse western met Rodolfo de Anda
- Zorro, the Gay Blade (1981), een Amerikaanse parodie met George Hamilton
- The Mask of Zorro (1998), een Amerikaanse film met Anthony Hopkins als Don Diego en Antonio Banderas als Alejandro Murrieta, Don Diego's opvolger
- The Legend of Zorro (2005), een Amerikaanse film met Antonio Banderas

### Televisieseries
- Zorro (1957–1959), een serie van Walt Disney
- The New Adventures of Zorro (1981), een Amerikaanse animatieserie
- Zorro and Son (1983), een Amerikaanse televisieserie
- Zorro (1990–1993), een Amerikaanse televisieserie, ook bekend als "The New Zorro"
- Kaiketsu Zorro (1996–1997), een Japanse animereeks, ook bekend als "The Legend of Zorro"
- The New Adventures of Zorro (1997–1998), een Amerikaanse animatieserie
- Zorro: Generation Z (2006), een Duitse animatieserie over een nakomeling van de originele Zorro
- Zorro: La Espada y la Rosa (2007), een Colombiaanse soapserie van Telemundo en Sony Pictures
- Zorro (2009), een Filipijnse serie
- Zorro the Chronicles (2015-2016), een Franse animatiereeks
- Zorro (2024), een Spaanse serie geproduceerd door Secuoya Studio

### Boeken
- Johnston McCulley's originele verhaal "The Curse of Capistrano" werd herdrukt in 1998 onder de titel The Mark of Zorro. ISBN 978-0-8125-4007-9
- Johnston McCulley's schreef een aantal korte Zorro verhalen:
  - Zorro The Master's Edition Volume One, februari 2000. ISBN 978-1-891729-20-1
  - Zorro The Master's Edition Volume Two, januari 2002. ISBN 978-1891729218
  - Zorro: 1947
- Een serie van paperbackromans werden gepubliceerd door Tom Doherty Associates, Inc. Books eind jaren 90 en begin 2000:
  - Zorro and the Jaguar Warriors door Jerome Preisler, september 1998. ISBN 978-0-8125-6767-0
  - Zorro and The Dragon Riders door David Bergantino, maart 1999. ISBN 978-0-8125-6768-7
  - Zorro and the Witch's Curse door John Whitman, april 2000. ISBN 978-0-8125-6769-4
- Isabel Allende gaf haar interpretatie aan de Zorrolegende in 2005 met de fictieve biografie Zorro. ISBN 978-0-06-077897-2
- Minstrel Books publiceerde een serie romans voor jonge lezers gebaseerd op de film The Mask of Zorro:
  - The Treasure of Don Diego door William McCay, 1998. ISBN 978-0-671-51968-1
  - Skull and Crossbones door Frank Lauria, 1999. ISBN 978-0-671-51970-4
  - The Secret Swordsman door William McCay, 1999. ISBN 978-0-671-51969-8
  - The Lost Temple door Frank Lauria, 1999
- Zorro filmografieboeken zijn ook gepubliceerd:
  - The Legend of Zorro door Bill Yenne, 1991, Mallard Press. ISBN 978-0-7924-5547-9
  - Zorro Unmasked The Official History door Sandra Curtis, 1998, Hyperion. ISBN 978-0-7868-8285-4

### Strips
Zorro is in de loop der jaren opgedoken in vele stripverhalen. In Nederland tekende Hans G. Kresse Zorro voor stripweekblad Pep; al in het eerste nummer kwam Zorro voor. Deze versie was gebaseerd op de televisieserie van Walt Disney.
Een van de bekendste Zorro-strips komt van Alex Toth, gemaakt voor Dell Comics in Four Color magazine begin 1949. Zorro kreeg ook zijn eigen stripreeks die 7 delen liep.
In de jaren 90 publiceerde Marvel Comics een paar verhalen over Zorro. Een krantenstrip en een zondagstrip verschenen eveneens in de jaren 90.

### Muziek
Alice Coopers album Zipper Catches Skin uit 1982 bevat een lied genaamd "Zorro's Ascent", dat gaat over Zorro die zijn dood onder ogen komt.
Zorro werd ook genoemd in het nummer "You Gots to Chill" van de rapgroep EPMD.
Henri Salvador nam in 1964 een komisch lied op dat "Zorro est arrivé" heette, een cover van "Along came Jones" door The Coasters.

### Computerspellen
- The Shadow of Zorro, PC
- The Mask of Zorro, Game Boy Color
- Zorro, Apple II
- The Destiny of Zorro,  in 2007 voor de Wii

### Musical
In 2008 verscheen een musical over Zorro. De musical is gebaseerd op de "biografie" Zorro: A Novel. Deze musical is inmiddels ook al een aantal keren in Nederland opgevoerd.